# Велика Бугаївка
Вели́ка Буга́ївка — село в Україні, в Обухівському районі Київської області.
Населення — близько 750 осіб.

## Історія

### Річ Посполита
У XVI столітті належало Семену Полозу. Заснована у 1601 р. і входила тоді до складу Київського повіту Київського воєводства Речі Посполитої.
1637 р. згадується як село, що належало шляхтичеві Івану Грузевичу-Нечаю.

### Гетьманщина

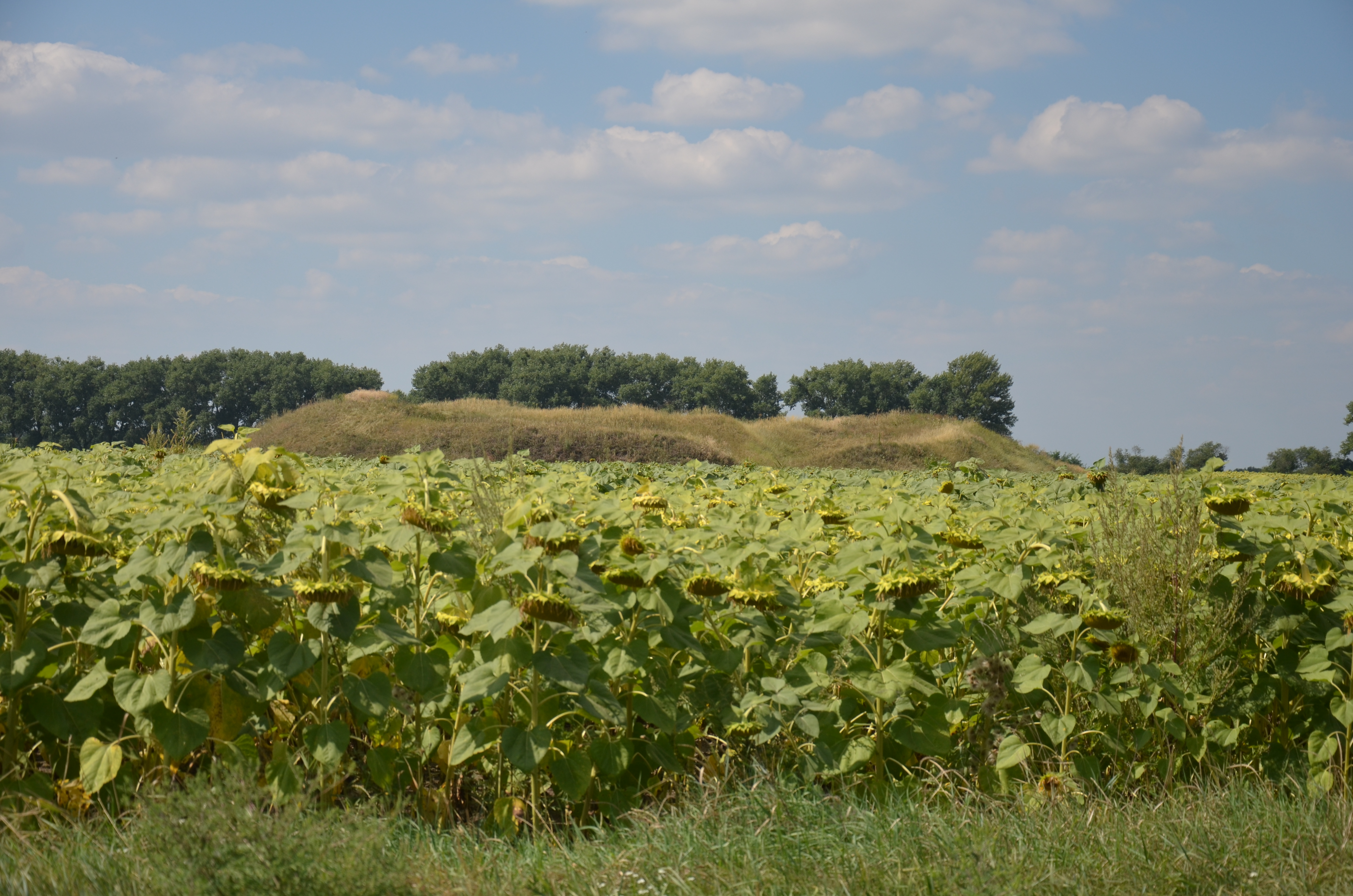
Оборонне городище ймовірно козацьких часів в околицях села Велика Бугаївка

По відновленню 1648 р. української державності увійшло до складу її Васильківської сотні Київського полку, в селі була державна маєтність.
1655 р. Гетьман Богдан Хмельницький своїм універсалом передав державну маєтність у Великій Бугаївці Павлові Яненку-Хмельницькому у рахунок погашення державного боргу перед ним. По його смерті цю маєтність його удова черниця Феодосія передала 1687 р. у власність Києво-Печерському монастиреві Вознесіння Господнього (жіночому), що було підтверджено указом Гетьмана Івана Мазепи. На той час за поділом 1667 р. України між Річчю Посполитою та Московським царством Велика Бугаївка вже увійшла до складу останнього.
Ярослав Дашкевич стверджував про надання гетьманом Павлом Тетерею 29 квітня 1670 року права «повновластя» на свої маєтки матері-черниці Анастасії, Інокентію Ґізелю, Феодосію Софоновичу, чоловіку сестри Атанасія Піроцького, серед яких була «Богаївка».

### Російський період
1711 р. будівлі Києво-Печерського монастиря Вознесіння Господнього за наказом московського царя Петра Романова було відібрано для спорудження печерських укріплень, а сам монастир переведено до Києво-Подільського монастиря Святих Флора і Лавра. Його маєтності, у тому числі й бугаївська, були також передані цьому монастиреві.
1763 р. настоятелька Києво-Подільського монастиря Святих Флора і Лавра Феодора Смаржевська спорудила дерев'яну Великобугаївську церкву Різдва Богородиці.
Перед цим існувала давніша дерев'яна Великобугаївська церква Преображення Господнього, розташована у старому замчищі, яку було перебудовано 1846 р.
Під час відібрання Московським царством монастирський маєтностей 1787 р. маєток у Великій Бугаївці став державною власністю, а його селяни стали державними.
У Великій Бугаївці стояла 3-тя мушкетерська рота, яка взяла участь у Повстанні Чернігівського полку 1826 р.
Станом на 1885 рік у колишньому власницькому селі, центрі Великобугаївської волості Київського повіту Київської губернії, мешкало 2692 особи, налічувалось 306 дворів, існували 2 православні церкви, школа, 5 постоялих будинків та лавка. У селі було волосне правління та квартира станового пристава.
За переписом 1897 року кількість мешканців зросла до 3425 осіб (1592 чоловічої статі та 1833 — жіночої), з яких 3379 — православної віри.
Метричні книги, клірові відомості, сповідні розписи церков Преображення Господнього, Різдва Пресвятої Богородиці с. Велика   Бугаївка (приписні Копачівська сл.) XVIII ст. - Київської сот. і п., з 1781р. Київського пов. і нам., з 1797 р. Київського пов. і губ.; ХІХ ст. - Великобугаївської волості Київського пов. Київської губ. зберігаються в ЦДІАК України.http://cdiak.archives.gov.ua/baza_geog_pok/church/vely_004.xml [Архівовано 21 грудня 2018 у Wayback Machine.]

### Період визвольних змагань
Після розвалу 1917 р. Московської імперії Велика Бугаївка увійшла до складу Української Народної Республіки. Слідом за тим у її межах відбулися події, що були пов'язані з боротьбою українського народу за відстоювання її незалежності.
8 квітня 1919 р. у Великій Бугаївці після одного із боїв з московськими окупантами зупинявся на відпочинок отаман Зелений з частиною своєї дивізії.
21 квітня 1919 р. до Великої Бугаївки прибула і деякий час стояла там піхота дивізії отамана Кармелюка.
1920 р. у Великій Бугаївці було остаточно встановлено московський окупаційний режим.

### Міжвоєнний період
На початку 1930-х років село пережило примусову колективізацію та репресії. Були розкуркулені сім'ї, які мали худобу, земельні наділи, гарні будинки. Збереглися спогади мешканки села Синільник Меланія Корніївна. Згідно з ними, її батьки в 1928 чи в 1929 році перебралися в хату, побудовану з дерева та криту залізом. У родині було ще двоє дітей, ще одна сестра була одружена і жила з родиною чоловіка. У селі не було приміщення для сільської ради, тому у 1931 році родину Синільників, будинок яких був найкращим у селі, вирішили виселити. Забрали тоді в сім'ї коня та увесь реманент.
Старожили села пригадали родини Ясько Дем'яна, Майорів (вуличне прізвисько) Йосипа із Зарічної та багато інших — порівняно заможних у порівнянні з іншими селянами господарів, які заробили свої статки важкою працею. У процесі розкуркулення, ці родини зазнали особливих репресій.
В ході колективізації у селі було створено 3 колгоспи: на Беркові — імені ІІІ Інтернаціоналу (Комінтерну), на хуторі — імені Молотова, у центрі — ІІ П'ятирічки. Щодо їх діяльності збереглися свідчення:
|  | Плану хлібозаготівель у Великій Бугаївці не виконують. Сам голова сільради Овсяниченко, секретар комсомольського осередку Кучеренко та лікар Чаплигін — ось ті дезертири, що зривають хлібозаготівлі, підтримуючи куркульські балачки про нереальність плану. А лікар Чаплигін — той одверто виявив своє вороже обличчя, заявивши, що до хлібозаготівель треба підійти обережно, щоб, мовляв, не трапилося потім лікувати людей, що можуть заслабнути з голоду |

М. М. Курна, жителька села та очевидиця подій, розповіла, що в 17 років залишилась сиротою, бо у 1933 році померли від голоду всі її рідні: мати, батько, сестра і брат. У родині Величка Олексія та Величко Феодосії з 7 дітей залишилось четверо. Були в селі родини, які вимерли повністю.
Всього Голодомор за різними свідченнями забрав життя понад 1 тис. жителів В. Бугаївки (точних даних немає). Очевидці трагедії пригадали 102 прізвища загиблих жителів. Відомі 2 місця масового поховання жертв голодомору, нині там встановлені пам'ятники.

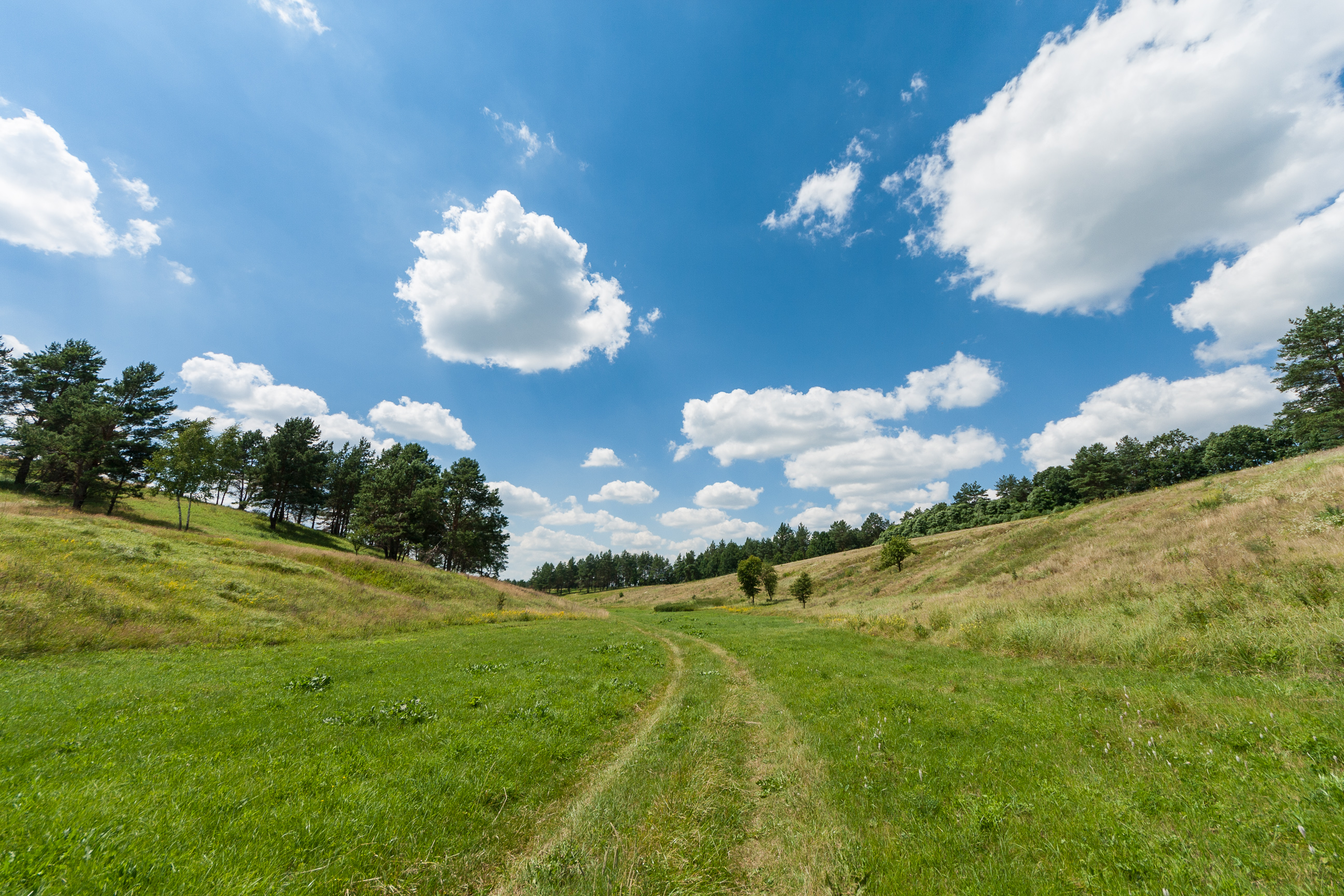
Васильківські Карпати

## Герб та прапор
На гербі та прапорі зображено пташку Бугай

## Водні ресурси
В селі протікають безліч струмків які впадають в річку Бугаївка (в селі дану річку називають Устя).
На річці Бугаївка сформоване штучне озеро (за допогою дамби).
В селі є ще декілька озер (наприклад: Бродок), які також сформовані за рахунок штучних загат річок чи струмків.
На території села розташовується декілька джерел з питною водою. Найбільш відоме - це криниця у Дороша

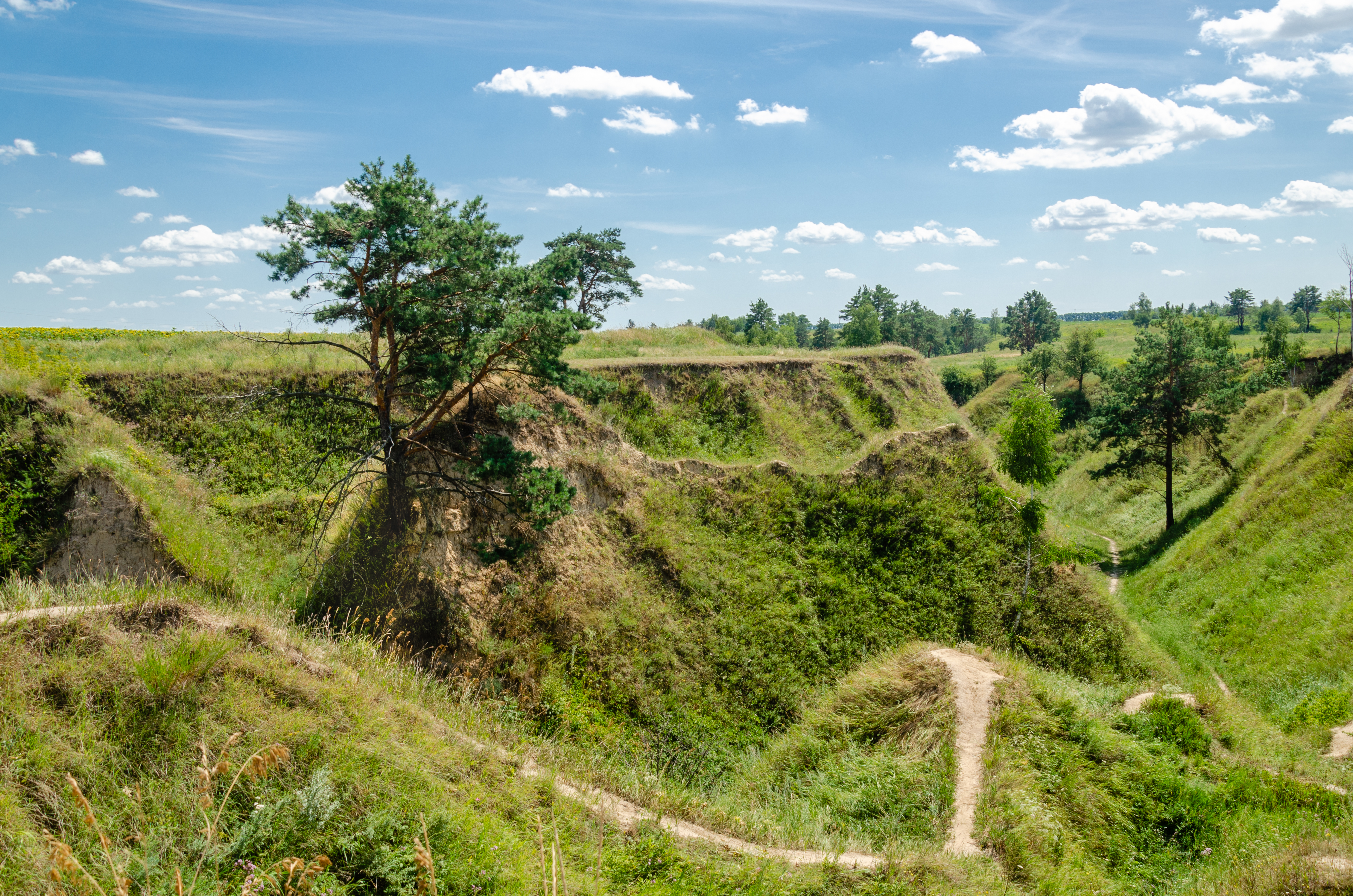
Казковий яр

## Пам'ятки
- Васильківські Карпати — ландшафтний заказник місцевого значення.
- Казковий Яр — ландшафтний заказник місцевого значення.

## Відомі люди
В селі народилися:
- Кошман Кирило Якимович — Герой Радянського Союзу
- Заєць Володимир Аполлінарійович — радянський та український письменник-фантаст.